# Новые Мерены
Новые Мерены, Мерений Ной (рум. Merenii Noi) — село в Новоаненском районе Молдавии. Относится к сёлам, не образующим коммуну.

## География
Село расположено на высоте 57 метров над уровнем моря, на реке Бык (приток Днестра).

## Население
По данным переписи населения 2004 года, в селе Новые Мерены проживает 1512 человека (738 мужчин, 774 женщины).
Этнический состав села:
| Национальность | Число жителей | Процентный состав |
| -------------- | ------------- | ----------------- |
| молдаване      | 1251          | 82.74             |
| русские        | 67            | 4.43              |
| украинцы       | 66            | 4.37              |
| румыны         | 52            | 3.44              |
| гагаузы        | 30            | 1.98              |
| болгары        | 28            | 1.85              |
| цыгане         | 10            | 0.66              |
| евреи          | 1             | 0.07              |
| прочие         | 7             | 0.46              |
| Всего          | 1512          | 100%              |

## Инфраструктура
В селе находится завод виноградных вин Дионисос-Мерень.